# Xenopsylla syngenis
Xenopsylla syngenis är en loppart som beskrevs av Jordan 1937. Xenopsylla syngenis ingår i släktet Xenopsylla och familjen husloppor. Inga underarter finns listade i Catalogue of Life.